# Glocke von Chersonesos

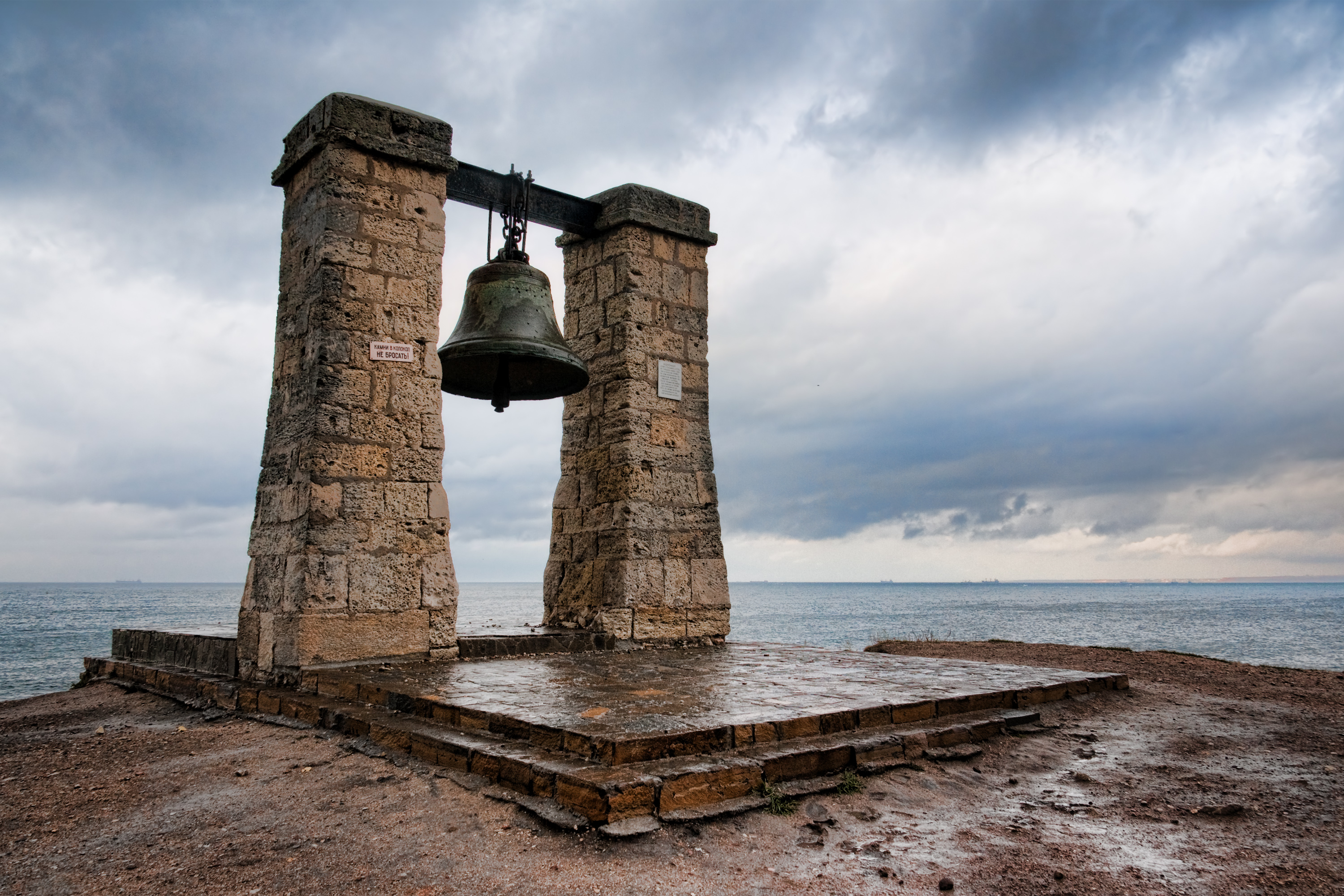
Die Nebelglocke von Chersones, ein Wahrzeichen von Sewastopol

Die Glocke von Chersonesos, auch Glocke von Chersones, in der Nähe der Ruinen der antiken Stadt  Chersonesos Taurica auf der Krim ist das Wahrzeichen von Chersonesos und eine der bekanntesten Sehenswürdigkeiten von Sewastopol.

## Geschichte
Die Glocke wurde 1778 vor der Gründung von Sewastopol aus türkischen Kanonen gegossen, die im Russisch-Türkischen Krieg erbeutet worden waren, und hing einst in der St.-Nikolaus-Kirche in Taganrog, das damals der Militärstützpunkt der russischen Marine war.
Bis 1803 war die St.-Nikolaus-Kirche dem Marineministerium unterstellt.
Nachdem Sewastopol zum wichtigsten russischen Militärstützpunkt im Süden Russlands geworden war, befahl Zar Alexander I., die Glocke nach Sewastopol zu bringen, um in der dort errichteten Kirche St. Nikolaus angebracht zu werden.
Im Verlaufe des Krimkrieges von 1853 bis 1856 wurde die Glocke von den Franzosen als Kriegsbeute beschlagnahmt, nach Paris gebracht und in den Nordturm der Kathedrale Notre-Dame von Paris neben der Glocke  Emmanuel aufgehängt.
Fast 60 Jahre später wurde die Glocke mit der russischen Inschrift gefunden und dank diplomatischer Bemühungen beider Seiten, insbesondere des französischen Konsuls in Sewastopol, Louis Ge, wieder nach Russland gebracht. Am 13. September 1913 wurde die Glocke feierlich an ein Kloster in Chersonesos zurückgegeben und auf einem provisorischen hölzernen Glockenturm in der Nähe der  Wladimirkathedrale aufgestellt. Der französische Präsident Raymond Poincaré schrieb in seinem Brief an Konsul Louis Ge, dass er die Glocke „als Zeichen der Allianz und Freundschaft“ an Russland zurückgegeben habe.
Das Kloster wurde 1925 von den sowjetischen Behörden geschlossen. Nur die heutige Glocke von Chersonesos entging diesem Schicksal, weil das Schifffahrtamt im Schwarzen und Asowschen Meer vorschlug, diese Glocke für die Sicherheit der Schifffahrt als Signalnebelglocke an der Küste zu platzieren. In dieser Funktion diente die Glocke bis in die 1960er-Jahre. Sie hängt an einem Stahljoch zwischen zwei in Bruchstein gemauerten Pfeilern, und beim Läuten kann nur der Klöppel von Hand an einem Seil bewegt werden.

## Beschreibung
Die Glocke von Chersonesos wiegt 5616 kg mit dem Schlagton A0.
Die Glocke zeigt Darstellungen von zwei Schutzheiligen der Seeleute, des  Heiligen Nikolaus und des  Heiligen Phokas.
Eine Inschrift in russischer Sprache auf der Glocke selbst ist nur teilweise erhalten und schwer lesbar:
«Сей колокол вылит в Святого Николая Чудотворца в Таганро... из пленен Турецкой артиллери […] весом […] пуд фу (нт) 1778 месяца Августа […] числа».,
was übersetzt bedeutet:
„Diese Glocke wurde in der Kirche des Heiligen Nikolaus des Wundertäters in Taganrog aus der Trophäe der türkischen Artillerie […] Gewicht […] Pfund. Jahr 1778, Monat August, am Tag des […]“.
Eine Gedenktafel, angebracht an einem der beiden Pfeiler, meldet:
"Die Glocke wurde 1778 in Taganrog aus türkischen Kanonen gegossen.
Sie zeigt die Schutzheiligen der Seefahrer, St. Nikolaus und St. Phokas.
Nach dem Krimkrieg wurde sie nach Paris gebracht, wo sie bis 1913 blieb.
Die heutige Glocke wurde 1778 aus den türkischen Kanonen gegossen,
die von der russischen kaiserlichen Armee während
des russisch-türkischen Krieges von 1768–1774 erbeutet wurden."

## Galerie

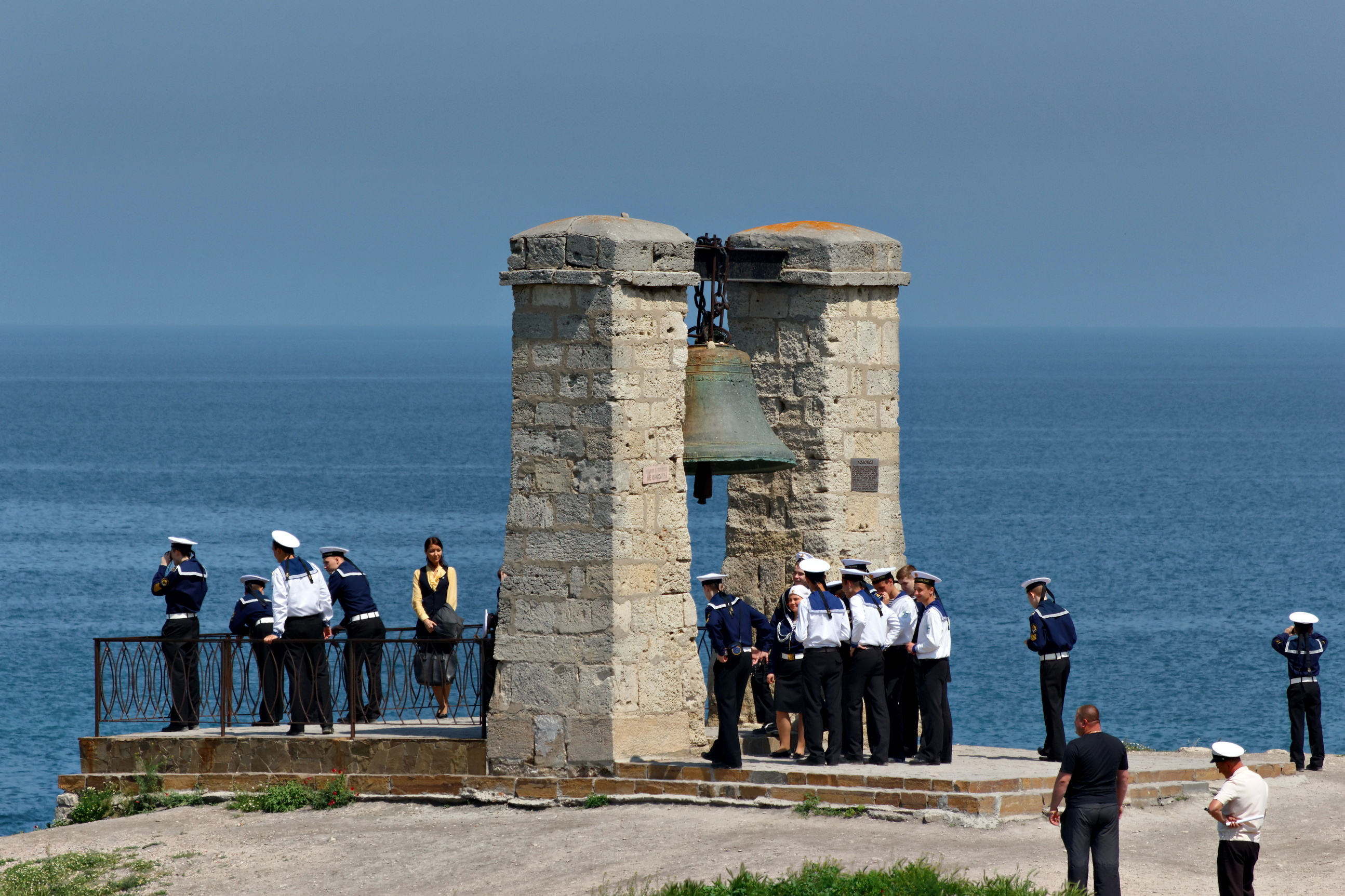
Eine Besuchergruppe an der Glocke
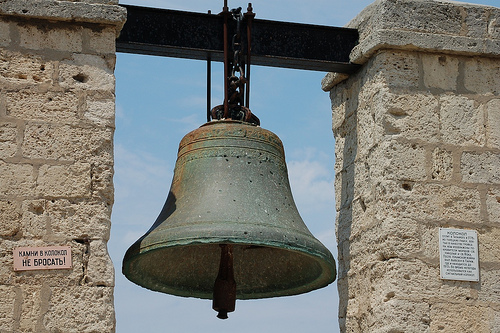
Glocke von Chersonesos, Nahansicht
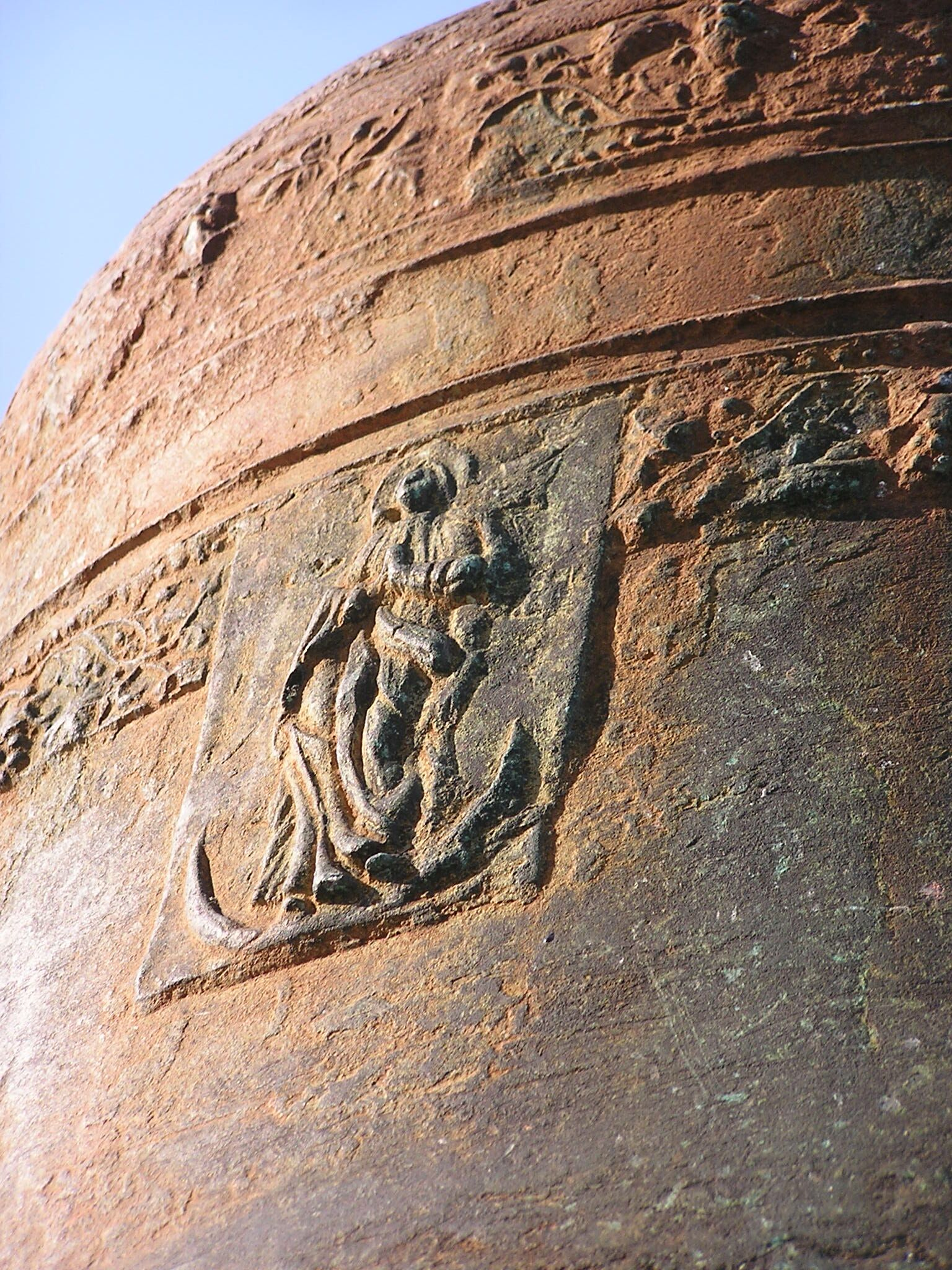
Detailansicht mit figürlichen Relief
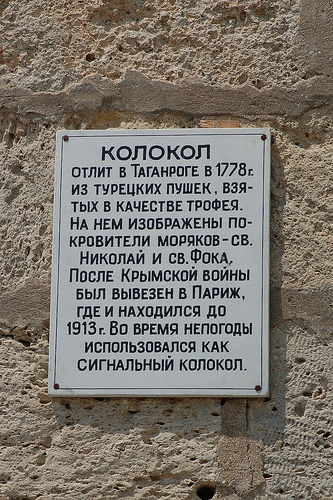
Gedenktafel mit kurzer Geschichte der Nebelglocke